# Guilherme, Conde de Hesse-Philippsthal-Barchfeld
Guilherme, Conde de Hesse-Philippsthal-Barchfeld (1 de Abril de 1692 – 13 de Maio de 1761) foi um membro da Casa de Hesse e conde de Hesse-Philippsthal-Barchfeld entre 1721 e 1761.

## Vida
Guilherme era o filho mais novo de Filipe, Conde de Hesse-Philippsthal e da sua esposa, a princesa Catarina Amália (1654–1736), filha de Carlos Otão, Conde de Solms-Laubach.
Guilherme foi o fundador da linha de Hesse-Philippsthal-Barchfeld, um ramo sem poderes de governação da Casa de Hesse, em 1721, após a morte do seu pai, que lhe tinha deixado Barchfeld e Herleshausen no seu testamento.  Entre 1690 e 1732, construiu o Castelo de Wilhelmsburg em estilo barroco.
Prestou serviço militar no exército de Hesse e, mais tarde, no exército dos Países Baixos. Em 1732, foi nomeado governador de Ypres. Em 1733, foi promovido a tenente-general da cavalaria. Em 1743, liderou as tropas holandesas na Guerra de Sucessão Austríaca. Em 1744, foi forçado a entregar a cidade de Ypres aos franceses. Lutou na Batalha de Fontenoy e defendeu Bergen op Zoom e Mons. Em 1747, foi promovido a general da cavalaria.
Morreu em 1761, quando ocupava o cargo de governador de Breda.

## Casamento e descendência

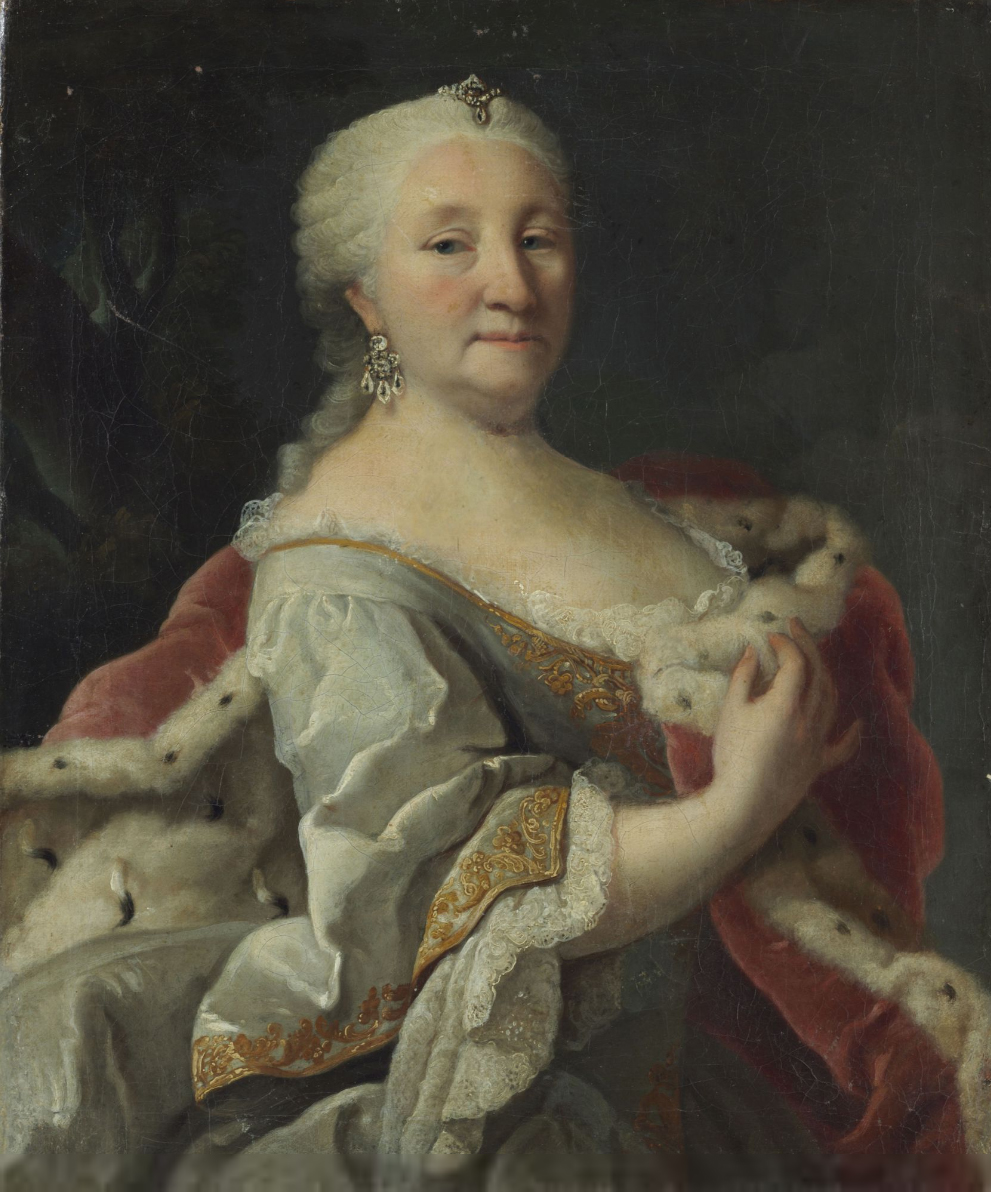
Carlota Guilhermina de Anhalt-Bernburg-Schaumburg-Hoym, esposa de Guilherme

Guilherme casou-se a 31 de Outubro de 1724 em Hoym com a princesa Carlota Guilhermina (1704–1766), filha de Lebrecht , Príncipe de Anhalt-Bernburg-Schaumburg-Hoym, com quem teve os seguintes filhos:
1. Carlota de Hesse-Philippsthal-Barchfeld (26 de Abril de 1725 - 9 de Janeiro de 1798), casada com Alberto, Conde de Isenburg-Büdingen-Wächtersbach; sem descendência.
2. Guilherme de Hesse-Philippsthal-Barchfeld (18 de Março de 1726 - 17 de Abril de 1726), morreu com um mês de idade.
3. Frederico, Conde de Hesse-Philippsthal-Barchfeld (13 de Fevereiro de 1727 - 13 de Novembro de 1777), casado com a princesa Sofia Henriqueta de Salm-Grumbach; sem descendência.
4. Filipe de Hesse-Philippsthal-Barchfeld (8 de Agosto de 1728 - 17 de Dezembro de 1745), morreu aos dezassete anos de idade.
5. Joana Carlota de Hesse-Philippsthal-Barchfeld (22 de Janeiro de 1730 - 23 de Outubro de 1799), nunca se casou nem teve filhos.
6. Carolina de Hesse-Philippsthal-Barchfeld (18 de Janeiro de 1731 - 29 de Junho de 1805), nunca se casou nem teve filhos.
7. Ulrica Leonor de Hesse-Philippsthal-Barchfeld (27 de Abril de 1732 - 2 de Fevereiro de 1795), casada com Guilherme, Conde de Hesse-Philippsthal; com descendência.
8. Carlos Guilherme de Hesse-Philippsthal-Barchfeld (7 de Fevereiro de 1734 - 16 de Fevereiro de 1764), morreu aos trinta anos de idade; sem descendência.
9. Ana de Hesse-Philippsthal-Barchfeld (14 de Dezembro de 1735 - 7 de Janeiro de 1785), casada com Luís Adolfo, Conde de Lippe-Detmold; sem descendência.
10. Jorge de Hesse-Philippsthal-Barchfeld (29 de Maio de 1737 - 27 de Setembro de 1740), morreu aos três anos de idade.
11. Doroteia Maria de Hesse-Philippsthal-Barchfeld (13 de Dezembro de 1738 - 26 de Setembro de 1799), casada com João Carlos I, Príncipe de Löwenstein-Wertheim-Virneburg; com descendência.
12. Cristiano de Hesse-Philippsthal-Barchfeld (26 de Março de 1740 - 11 de Julho de 1750), morreu aos dez anos de idade.
13. Luís Frederico de Hesse-Philippsthal-Barchfeld (5 de Maio de 1741 - 15 de Novembro de 1741), morreu aos seis meses de idade.
14. Adolfo, Conde de Hesse-Philippsthal-Barchfeld (29 de Junho de 1743 - 17 de Julho de 1803), casado com a princesa Luísa de Saxe-Meiningen; com descendência.
15. Augusto de Hesse-Philippsthal-Barchfeld (12 de Setembro de 1745 - 31 de Outubro de 1745), morreu com um mês de idade.

## Genealogia
| Guilherme, Conde de Hesse-Philippsthal-Barchfeld | Pai: Filipe, Conde de Hesse-Philippsthal | Avô paterno: Guilherme VI, Conde de Hesse-Cassel | Bisavô paterno: Guilherme V, Conde de Hesse-Cassel       |
| Guilherme, Conde de Hesse-Philippsthal-Barchfeld | Pai: Filipe, Conde de Hesse-Philippsthal | Avô paterno: Guilherme VI, Conde de Hesse-Cassel | Bisavó paterna: Amália Isabel de Hanau-Münzenberg        |
| Guilherme, Conde de Hesse-Philippsthal-Barchfeld | Pai: Filipe, Conde de Hesse-Philippsthal | Avó paterna: Edviges Sofia de Brandemburgo       | Bisavô paterno: Jorge Guilherme, Eleitor de Brandemburgo |
| Guilherme, Conde de Hesse-Philippsthal-Barchfeld | Pai: Filipe, Conde de Hesse-Philippsthal | Avó paterna: Edviges Sofia de Brandemburgo       | Bisavó paterna: Isabel Carlota do Palatinado (1597–1660) |
| Guilherme, Conde de Hesse-Philippsthal-Barchfeld | Mãe: Catarina de Solms-Laubach           | Avô materno: Carlos Otão, Conde de Solms-Laubach | Bisavô materno: Alberto Otão II, Conde de Solms-Laubach  |
| Guilherme, Conde de Hesse-Philippsthal-Barchfeld | Mãe: Catarina de Solms-Laubach           | Avô materno: Carlos Otão, Conde de Solms-Laubach | Bisavó materna: Catarina Juliana de Hanau-Münzenberg     |
| Guilherme, Conde de Hesse-Philippsthal-Barchfeld | Mãe: Catarina de Solms-Laubach           | Avó materna: Isabel de Bentheim-Steinfurt        | Bisavô materno: Arnaldo Jacob de Bentheim-Bentheim       |
| Guilherme, Conde de Hesse-Philippsthal-Barchfeld | Mãe: Catarina de Solms-Laubach           | Avó materna: Isabel de Bentheim-Steinfurt        | Bisavó materna: Ana Amália de Isenburg-Büdingen          |